# Лонг-Бич (Нью-Йорк)
Лонг-Бич (англ. Long Beach) — город в округе Нассо в штате Нью-Йорк, США. По данным переписи населения США в 2010 году население города составляло 33 275 человек. Первоначально территорию города населяли делавары, которые продали эти земли англичанам в 1643 году.
Лонг-Бич имеет влажный субтропический климат, с влажным жарким летом и прохладной зимой.